# درة كلتة اي (حومة بم)
درة کلتة اي (بالفارسية: دره کلته‌ای) هي قرية تقع في إيران في منطقة مركزية ريفية. يقدر عدد سكانها بـ 21 نسمة .